# Mi angelito favorito
Mi angelito favorito es una película de fantasía y comedia dominicana de 2013 escrita y dirigida por Alfonso Rodríguez.

## Argumento
Viviendo en un mundo de injusticia social, corrupción, discriminación de clase y guerra, el ángel X100 es enviado a la tierra en varias ocasiones, pero sin lograr ningún cambio positivo. A pesar de los fracasos de X100 deciden darle otra oportunidad, esta vez enviándola a República Dominicana.
Con la esperanza de que logre su cometido y teniendo solo 3 poderes. Aunque una vez más se encuentra con distracciones divertidas, logra su cometido con la ayuda del pueblo.
“Mi angelito favorito” es la primera película dominicana rodada casi en su totalidad en un set controlado construido únicamente para la misma, en los Estudios Quitasueño de la comunidad de Haina, propiedad del también cineasta dominicano Ángel Muñiz.
De la mano de “Caribbean Film Distribution, “Mi angelito favorito” tiene previsto exhibirse en Estados Unidos en octubre y en Puerto Rico el 6 de diciembre de este mismo año.

## Reparto
- Carmen Rodríguez
- Irving Alberti
- Manolo Ozuna
- Cheddy García
- Hony Estrella
- Bolívar Valera
- Carolina Feliz
- Carolyne Aquino
- Luis José Germán
- Elvinson Janel
- Iamdra Fermín
- Williemgc
- William Simon
- Freddyn Beras Goico